# Kdo seje vítr (divadelní hra)

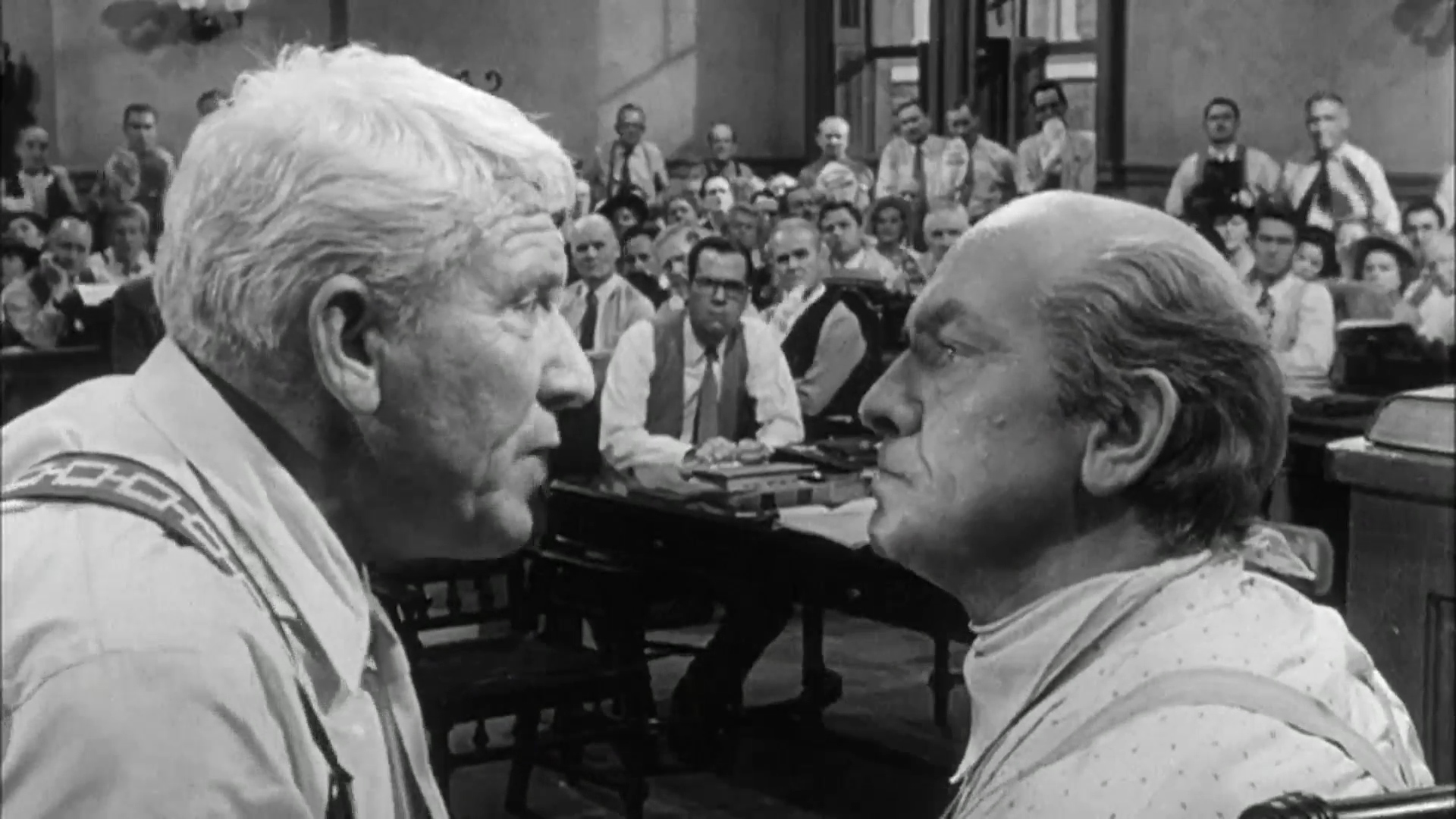
Scéna z divadelní hry: Kdo seje vítr.

Kdo seje vítr (anglicky Inherit the Wind) je divadelní hra inspirovaná tzv. Opičím procesem, kterou napsali Jerome Lawrence a Robert Edwin Lee; měla premiéru na Broadwayi v lednu 1955. Podle hry dále vznikly čtyři stejnojmenné filmy.
Hra (a filmové zpracování) nebyly vytvořeny jako přesný popis historických událostí, ale obsahují značnou míru umělecké licence; jejich cílem byla spíše kritika mccarthismu prostřednictvím historické analogie.

## Námět
Hra je inspirována soudním procesem, který v roce 1925 probíhal v městě Dayton v Tennessee. V tomto procesu byl mladý profesor John T. Scopes obžalován z porušení nedlouho předtím přijatého Butlerova zákona, který zakazoval ve všech veřejných školách ve státě vyučovat teorie popírající stvoření světa Bohem podle popisu uvedeného v Bibli a vyučovat Darwinovu teorii evoluce.

## Filmová zpracování
- celovečerní film Kdo seje vítr z roku 1960 se Spencerem Tracym a Fredrikem Marchem, režie Stanley Kramer – čtyři nominace na Oscara a Zlatého medvěda, Stříbrný medvěd za nejlepšího herce na Berlínském filmovém festivalu
- televizní film Kdo seje vítr z roku 1965 s Melvynem Douglasem a Edem Begleym
- televizní film Kdo seje vítr z roku 1988 s Kirkem Douglasem a Jasonem Robardsem – cena Emmy za produkci a hlavní mužskou roli
- televizní film Kdo seje vítr z roku 1999 s Jackem Lemmonem a Georgem C. Scottem – Zlatý glóbus za mužskou roli